# Bengt Eklund (skådespelare)
Bengt Gunnar Eklund, född 18 januari 1925 i Engelbrekts församling i Stockholm, död 19 januari 1998 i Domkyrkoförsamlingen i Stockholm, var en svensk skådespelare.

## Biografi
Eklund gick Dramatens elevskola 1944–1947 och var en del av Dramatens ensemble 1947–1949 och 1954–1973. Sin mest uppmärksammade Dramaten-roll gjorde han i världspremiären av Eugene O'Neill-pjäsen Hughie, vilken liksom Lång dags färd mot natt publicerades postumt, och uruppfördes på Dramaten i regi av Bengt Ekerot. För sin insats i huvudrollen fick Eklund Thaliapriset 1958.
Han medverkade i flera Ingmar Bergman-filmer, bland annat Sommaren med Monika, Törst, Skammen och spelade huvudrollen i Hamnstad (1948).
På TV gjorde han uppmärksammade roller i bland annat Halsduken, den första deckarföljetongen i svensk TV 1962, Godnatt, jord i regi av Keve Hjelm och Bombi Bitt och jag. Han är idag dock mest känd för sin roll som Tjorvens pappa i Saltkråkan, en roll som han kom att upprepa i ett flertal filmer och TV-serier under 1960-talet.
På 1970- och 80-talen var Eklund främst verksam vid Radioteatern, men 1989 gjorde han en uppmärksammad återkomst till filmscenen som "Den gamle" i Täcknamn Coq Rouge. År 1990 medverkade han i Kjell Gredes God afton, Herr Wallenberg, som blev hans sista film.
När sonsonen Sigge Eklund var sommarvärd i Sommar i P1 2024 berättade han om sin farfars ansträngda relation med Ingmar Bergman, som han varit bekant med redan som pojke. Eklund arbetade med Bergman men kallade honom enligt sonsonen för "Aset på Fårö", menade att Bergman alltid varit elak och att han häcklat Eklund för Saltkråkan-filmerna.

### Familj
Eklund var son till frisörmästaren Johan Anton Eklund (1891–1979) och Ruth Wilhelmina, född Elander (1896–1959). Han var 1960 till 1965 gift med skådespelaren Fylgia Zadig. Tillsammans med henne fick han barnen Klas Eklund och Lena Eklund. Genom sonen Klas blev han också farfar till Sigge Eklund och Fredrik Eklund.

## Filmografi i urval
- 1946 – Ballongen
- 1946 – När ängarna blommar
- 1946 – Harald Handfaste
- 1947 – Krigsmans erinran
- 1947 – Rallare
- 1948 – Du har blivit krigsman
- 1948 – Nu börjar livet
- 1948 – Musik i mörker
- 1948 – Hamnstad
- 1948 – Loffe på luffen
- 1949 – Törst
- 1950 – Två trappor över gården
- 1951 – Skeppare i blåsväder
- 1951 – Elddonet
- 1952 – Hon kom som en vind
- 1953 – Dansa min docka
- 1953 – Sommaren med Monika
- 1954 – Herr Arnes penningar
- 1955 – Mord, lilla vän
- 1956 – Det är aldrig för sent
- 1956 – Tarps Elin
- 1956 – Moln över Hellesta
- 1958 – Fröken April
- 1958 – Laila
- 1959 – Törnrosa (röst)
- 1959 – Brott i Paradiset
- 1961 – Lita på mej, älskling!
- 1961 – Stöten
- 1962 – Halsduken (TV-serie)
- 1962 – Vaxdockan
- 1964 – Tjorven, Båtsman och Moses
- 1964 – Vi på Saltkråkan (TV-serie)
- 1965 – Tjorven och Skrållan
- 1966 – Myten
- 1966 – Tjorven och Mysak
- 1968 – Vi på Saltkråkan
- 1968 – Bombi Bitt och jag (TV-serie)
- 1974 – Erik XIV (TV-pjäs)
- 1979 – Godnatt, jord (TV-serie)
- 1989 – Täcknamn Coq Rouge
- 1990 – God afton, Herr Wallenberg

## Teater

### Roller
| År   | Roll                                     | Produktion                                                   | Regi             | Teater      |
| ---- | ---------------------------------------- | ------------------------------------------------------------ | ---------------- | ----------- |
| 1948 | "Nattgalten", en urspårad adelsman       | De vises sten Pär Lagerkvist                                 | Alf Sjöberg      | Dramaten    |
| 1948 | Gosta                                    | En vildfågel Jean Anouilh                                    | Rune Carlsten    | Dramaten    |
| 1950 | John Buchanan junior                     | Jagande efter vind (Summer and Smoke) Tennessee Williams     | Per-Axel Branner | Nya Teatern |
| 1950 | Ian Letzaresko                           | Ungkarlsmamman Marc-Gilbert Sauvajan och Fred Jackson        | Martha Lundholm  | Vasateatern |
| 1952 | Ond fe                                   | Överstarnas kärlek (The love of four colonels) Peter Ustinov | Per Gerhard      | Nya Teatern |
| 1955 | Dr. Gerald Lyman                         | Älska mig, flicka William Inge                               | Per-Axel Branner | Alléteatern |
| 1960 | Klaudius                                 | Hamlet William Shakespeare                                   | Alf Sjöberg      | Dramaten    |
| 1960 | Värden                                   | Till Damaskus, del I August Strindberg                       | Olof Molander    | Dramaten    |
| 1962 | Högbåtsman Wittiker                      | Resan (Le voyage) Georges Schehadé                           | Alf Sjöberg      | Dramaten    |
| 1963 | Bullinger, gruppledare i SS En fältpräst | Svejk i andra världskriget Bertolt Brecht                    | Alf Sjöberg      | Dramaten    |
| 1965 | Fältherren                               | Mutter Courage Bertolt Brecht                                | Alf Sjöberg      | Dramaten    |

## Radioteater

### Roller
| År   | Roll                     | Produktion                                     | Regi               |
| ---- | ------------------------ | ---------------------------------------------- | ------------------ |
| 1950 | Kapten Stuart            | Det hemliga rummet Nigel Balchin               | Henrik Dyfverman   |
| 1952 | Herbert Hansson          | Hillmans semester: Liten tuva... Folke Mellvig | Lars Madsén        |
| 1955 | Verner Bauer             | Hillman och de tre ingenjörerna Folke Mellvig  | Carl-Otto Sandgren |
| 1957 | Lokbiträdet Evert Lundin | Grönt för mord Folke Mellvig                   | Arne Mattsson      |
| 1963 | Stig Kihlman, kapten     | Trivselmyra story Lars Björkman                | Hans Lagerkvist    |

### Fotnoter
1. 1 2  Sveriges Dödbok 1901-2009 DVD-ROM, Version 5.00 Sveriges Släktforskarförbund (2010).
2. ↑  Vem är det '95: Svensk biografisk handbok 1995 (Norstedts förlag AB 1994) sid.272
3. ↑  ”Sigge Eklund”. Sveriges Radio. 6 juli 2024. https://sverigesradio.se/avsnitt/sigge-eklund-sommarpratare-2024. Läst 7 juli 2024.
4. ↑  Patrick Stanelius/TT (6 juli 2024). ”Efter bråket – så är Sigge Eklunds sommarprat”. Aftonbladet. https://www.aftonbladet.se/a/GyMJWB. Läst 9 juli 2024.
5. ↑  Sveriges befolkning 1960
6. ↑  ”Jagande efter vind”. Musik- och Teaterbiblioteket. https://calmview.musikverk.se/CalmView/Record.aspx?src=CalmView.Performance&id=PERF14171&pos=996. Läst 31 maj 2025.
7. ↑  N. Ö-n. (13 augusti 1950). ”Tennessee Williams på Nyan”. Dagens Nyheter:  s. 11. https://arkivet.dn.se/tidning/1950-08-13/11161-216/8. Läst 31 maj 2025.
8. ↑  ”Ungkarlsmamman”. Musikverket. http://calmview.musikverk.se/CalmView/Record.aspx?src=CalmView.Performance&id=PERF14166&pos=456. Läst 4 maj 2016.
9. ↑  ”Överstarnas kärlek”. Musik- och Teaterbiblioteket. https://calmview.musikverk.se/CalmView/Record.aspx?src=CalmView.Performance&id=PERF14182&pos=840. Läst 12 juli 2025.
10. ↑  Sven Barthel (19 januari 1952). ”'Översternas kärlek' på Nyan”. Dagens Nyheter:  s. 19. https://arkivet.dn.se/tidning/1952-01-19/11161-18/19. Läst 12 juli 2025.
11. ↑  ”Cowboykärlek på Allé”. Dagens Nyheter:  s. 12. 26 augusti 1955. http://arkivet.dn.se/arkivet/tidning/1955-08-26/230/12. Läst 20 januari 2016.
12. ↑  ”Radioprogrammet”. Dagens Nyheter:  s. 30. 30 mars 1950. https://arkivet.dn.se/tidning/1950-03-30/86/30. Läst 19 december 2021.
13. ↑  ”Radioprogrammet”. Dagens Nyheter:  s. 20. 6 september 1952. https://arkivet.dn.se/tidning/1952-09-06/242/20. Läst 19 december 2021.
14. ↑  ”Radioprogrammet”. Dagens Nyheter:  s. 16. 24 december 1955. https://arkivet.dn.se/tidning/1955-12-24/349/16. Läst 19 december 2021.
15. ↑  ”Radioprogrammet”. Dagens Nyheter:  s. 24. 12 juli 1957. https://arkivet.dn.se/tidning/1957-07-12/186/24. Läst 19 december 2021.
16. ↑  ”TV och radio”. Dagens Nyheter:  s. 37. 18 maj 1963. http://arkivet.dn.se/arkivet/tidning/1963-05-18/134/37. Läst 20 mars 2016.